# Парри, Стивен
Стивен «Стив» Бенджамин Парри (англ. Stephen "Steve" Benjamin Parry; род. 2 марта 1977 года, Ливерпуль, Мерсисайд, Великобритания) — британский пловец. Специализируется в плавании на 200 метров баттерфляем.
Дебютировал в составе сборной страны на чемпионате Европы в 1997 году, где выиграл бронзовую медаль на дистанции 200 м баттерфляем. В следующем году он участвовал в Играх Содружества 1998 года и также завоевав бронзовую медаль.
На своих первых Олимпийских играх спортсмен участвовал в одной дисциплине, став в финале шестым. Он продолжил с плаваном и на следующей Олимпиаде Стивену удалось выиграть бронзовую медаль с рекордным для Великобритании временем. .
Ушёл из большого спорта в 2005 году.

## Личный рекорд
- 100 метров баттерфляем: 53,80
- 200 метров баттерфляем: 1:55,52 – рекорд Великобритании до 28 июля 2009